# Rockenstuhl
Rockenstuhl ist der Name einer ehemaligen Gemeinde im Wartburgkreis in Thüringen.

## Geografie

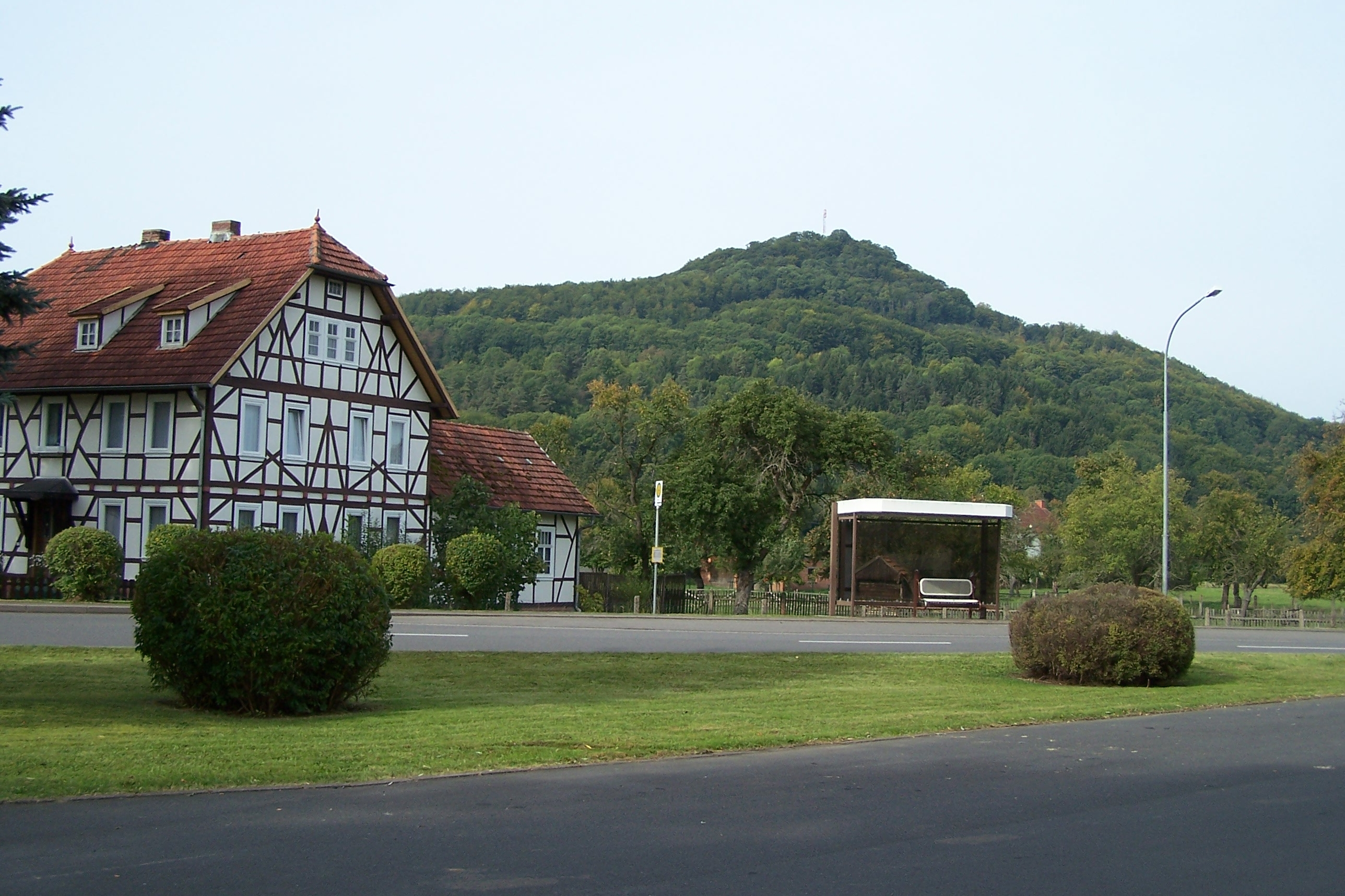
Blick aus der Ortslage Motzlar auf den Berg Rockenstuhl

Die ehemalige Gemeinde liegt im Südwestzipfel Thüringens und des Wartburgkreises – beim Berg Rockenstuhl (529 m ü. NHN), einem Basaltkegel und dem Wahrzeichen der Region. Sie umfasste die Gemarkungen von Reinhards, Geismar, Ketten, Spahl, Walkes und Apfelbach und eine Fläche von 30,39 km². Hierbei bildet Reinhards den westlichsten Punkt Thüringens, der DDR und des Warschauer Pakts (→ Koordinaten:). Zuletzt lebten 1353 Einwohner im Gemeindegebiet. (Stand: 31. Dezember 2007)
Die westliche, südliche und östliche Grenze von Rockenstuhl ist gleichzeitig die Grenze zu Hessen, die nördliche Grenze ist die zur Gemarkung der Gemeinde Schleid und vor der Eingliederung nach Geisa auch die zur Stadt Geisa. Die ausgeprägt hügelige Landschaft ist durch landwirtschaftliche Flächen und bewaldete Höhen geprägt. Durch das Gebiet führt die Landstraße 2603 von Geisa in Richtung Hessen, wo sie mit dem Eintritt auf hessisches Gebiet als Kreisstraße 126 nach Mittelaschenbach leitet. Weitere Straßen sind die K 95 (Spahl–Ketten–[K 128]–Gotthards), die K 94/K 94B (Motzlar–Apfelbach–Ketten) und die K 94/K 31 (Apfelbach–Neuswarts).
Das bedeutendste Fließgewässer der Gemeinde ist die am nordöstlichen Rand fließende Ulster, ein Nebenfluss der Werra. Aus dem Gebiet von Rockenstuhl fließen ihr von links nur der Apfelbach zu, zum Teil südöstliches Grenzflüsschen zu Hessen, sowie die Geisa, die in Geisa in die Ulster mündet. Die Geisa hat mehrere Quellbäche südwestlich und westlich (im NSG Teufelsberg-Pietzelstein) von Spahl, durchfließt diesen Ort in nördlicher Richtung, nimmt anschließend weitere Quellbäche auf und schlängelt sich auf dem Weg zur Mündung an Geismar vorbei.

## Geschichte
Im Zuge der Gebietsreform in Thüringen schlossen sich am 25. März 1994 die Gemeinden Geismar, Ketten und Spahl zur Gemeinde Rockenstuhl zusammen. Der Gemeindename stammt vom Berg Rockenstuhl.
Auf Wunsch der Einwohner wurde die Gemeinde Rockenstuhl am 31. Dezember 2008 in die Nachbarstadt Geisa eingegliedert. Die Orte Geismar, Ketten und Spahl bilden mit Apfelbach, Reinhards und Walkes den Ortsteil Geismar/Spahl/Ketten/Apfelbach/Reinhards/Walkes mit einer gemeinsamen Ortsteilverfassung.

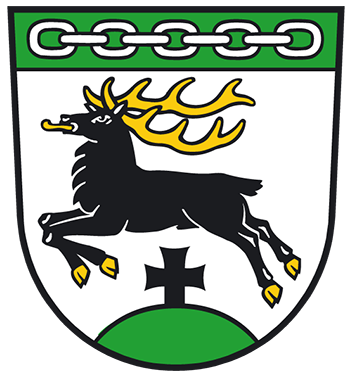
Wappen der ehemaligen Gemeinde

## Wappen
Das Wappen wurde vom Heraldiker Uwe Reipert gestaltet.